# 花魁

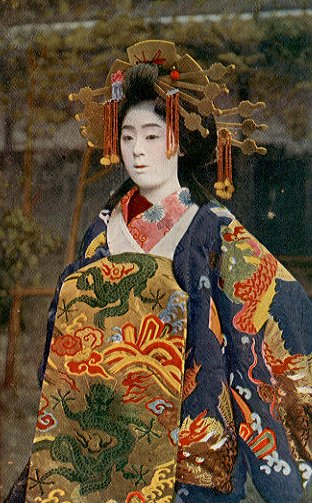
花魁の扮装をした女性。2008年

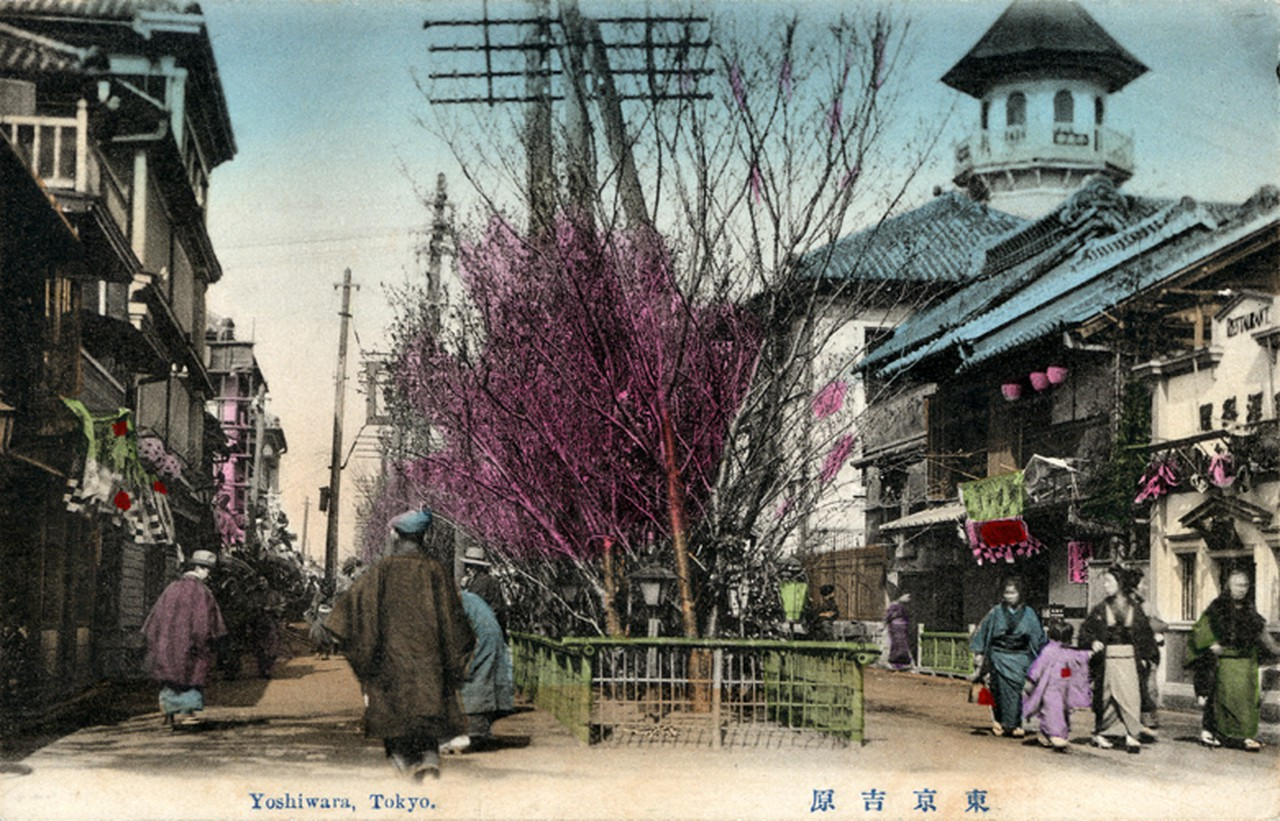
手彩色絵葉書東京吉原（明治大正時代）

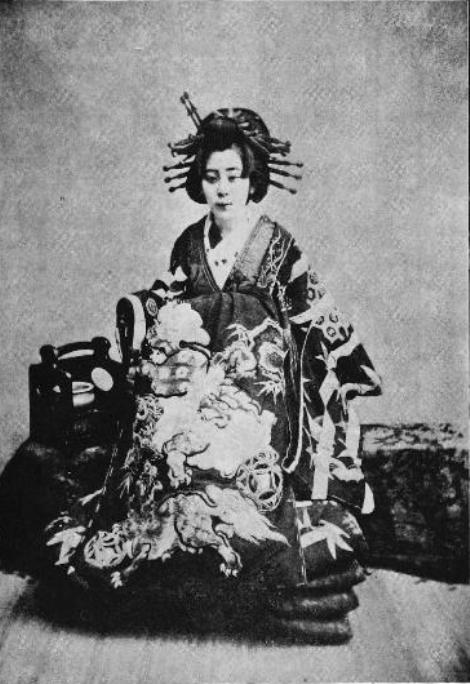
明治時代の花魁

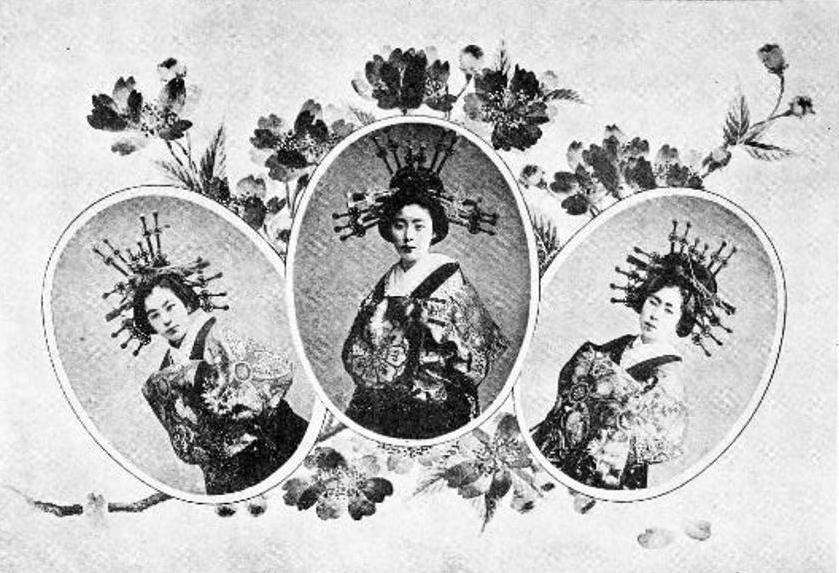
明治時代の花魁

大正時代の花魁。1915年

花魁（おいらん）は、吉原遊廓の遊女で位の高い者のことをいう。

## 概要
吉原に遊廓ができた当初には、少数ではあるが江戸にも太夫がおり、その数は万治元年（1658年）の『吉原細見』によれば、太夫3人であった。またその下位の遊女として格子67人、局365人、散茶女郎669人、次女郎1004人がいた。江戸時代後期の安永4年（1775年）になると、吉原細見には散茶50人（内、呼出し8人）、座敷持357人（内、呼出し5人）、部屋持534人など（総計2021人）となっている。
別書によると、寛永20年（1643年）に18名いた吉原の太夫は、延享元年（1744年）には5名に、寛延4年（1751年）には1名に減り、宝暦（1751年 - 1763年）の終わりごろには消滅した。
花魁は引手茶屋を通して「呼び出し」をしなければならなかった。呼び出された花魁が禿や振袖新造を従えて遊女屋と揚屋・引手茶屋の間を行き来することを滑り道中（後に花魁道中）と呼んだ。
花魁には教養も必要とされ、花魁候補の女性は幼少の頃から禿として徹底的に古典や書道、茶道、和歌、箏、三味線、囲碁、将棋などの教養、芸事を仕込まれていた。
花魁を揚げるには高額な資金が必要であり、一般庶民には手が出せないものであった（花魁の側も禿や新造を従え、自分の座敷を維持するために多額の費用を要し、かんざしや櫛などの調度品も全て自前だった）。人気の花魁は『遊女評判記』などの文学作品に採り上げられたり、浮世絵に描かれることもあった。浮世絵に描かれている花魁は、実際には付けるのが不可能なくらい多くのかんざしを付けて、とても豪華な姿で描かれている。
首から上が「家一軒分」とまで言われた豪華な調度品の重量で、首を動かすには上半身ごと動く必要があり、また腰巻に紐をつけなかったため、ゆっくりとした立ち振る舞いが求められた。

## 語源
18世紀中頃、吉原の禿（かむろ）や新造（しんぞ）などの妹分が姉女郎を「おいらん」と呼んだことから転じて上位の吉原遊女を指す言葉となった。「おいらん」の語源については諸説あり、妹分たちが「おいらの所の姉さん」「おいらが（姉女郎）」「おいらん（姉女郎）」と呼んだことから来ているとする説、古語「おいらかなり」を語源とする説等がある。また、落語では「狐や狸は、尾を使い化けたり人をだましたりするが、おいらんは尾がなくてもだませる。→尾（は）いらない→おいらんになったとする珍説が枕などで使われることがあるが、根拠のない俗説に過ぎない。これらはどれも通説であり現在典拠に基づいた確実と言える説は存在しない。
上記脚注の『いろの辞典（改訂版）』編者の小松奎文は川柳研究家であり、学術的な典拠は示されておらず、また、この通説が一般化したのは近世風俗志（守貞謾稿）の記述の一部を引用した上記脚注書のような一般書籍が多数発行されているからに他ならず、近世風俗志（守貞謾稿）の記述自体が原典引用の無いものは「聞き書き」が大前提であると断っており、また、第廿編娼家下「花魁」の項目は「おいらん」という音であって、「花魁」を「おいらん」と読む証左はなにも無い。
近世風俗志および、これも一般書籍で引用される"いつちよく咲たおいらが桜かな”の初出は『吉原讃嘲記』（寛文7年・1667年）であるが、この後、『増補俚言集覧』と『近世事物考』に類似した川柳が引用されたため、これがあたかも語源であるような錯誤が生まれたと思われる。

### 当て字の語源
中国文学研究者の大木康によると、講談・落語の『紺屋高尾』の元になった馮夢龍編著の白話小説集『醒世恒言』所収の「売油郎独占花魁」の王美娘（『紺屋高尾』の高尾にあたる）という登場人物のあだな「花魁娘子」から、「おいらん」に「花魁」の文字を当てられたと記述している。
言語史研究者の杉本つとむは、『語源海』にて花魁（華魁）は近世中国語からの借用としてる

## 遊女の位
遊女には位があり、それによって揚代が決まっていた（『吉原細見』に格付けが記載されている。店にも大見世・中見世・小見世の別がある）。時代による変遷もあり、詳細が不明な点もあるが、おおむね次の通りである。
- 太夫：江戸時代初期、京や大坂では最高位の遊女のことは「太夫」と呼んだ[8]。高級遊女で吉原でもわずかな人数しかいなかった。高尾太夫、揚巻太夫など、伝説的な遊女の名が伝えられている。宝暦年間（18世紀中頃）に吉原の太夫は姿を消した。
- 格子：太夫に準ずる遊女であるが、やはり宝暦頃に姿を消した。

花魁は宝暦以降の呼称であるため、太夫や格子は花魁ではない。
- 散茶：元々は太夫・格子より下位の遊女であったが、後に太夫・格子がいなくなったため高級遊女を指す言葉になった。
- 座敷持：普段寝起きする部屋の他に、客を迎える座敷を持っている遊女。禿が付いている。
- 呼出し：散茶・座敷持のうち、張り店を行わず、禿・新造を従えて茶屋で客を迎える遊女。

本来は「呼出し」を花魁と呼んだと考えられる。これらより下位の遊女は花魁とはいわなかった。
なお、店の筆頭である遊女を「お職」と呼ぶことがあるが、本来は小見世で呼んだ言葉で、大見世・中見世では使わなかったという。

## しきたり

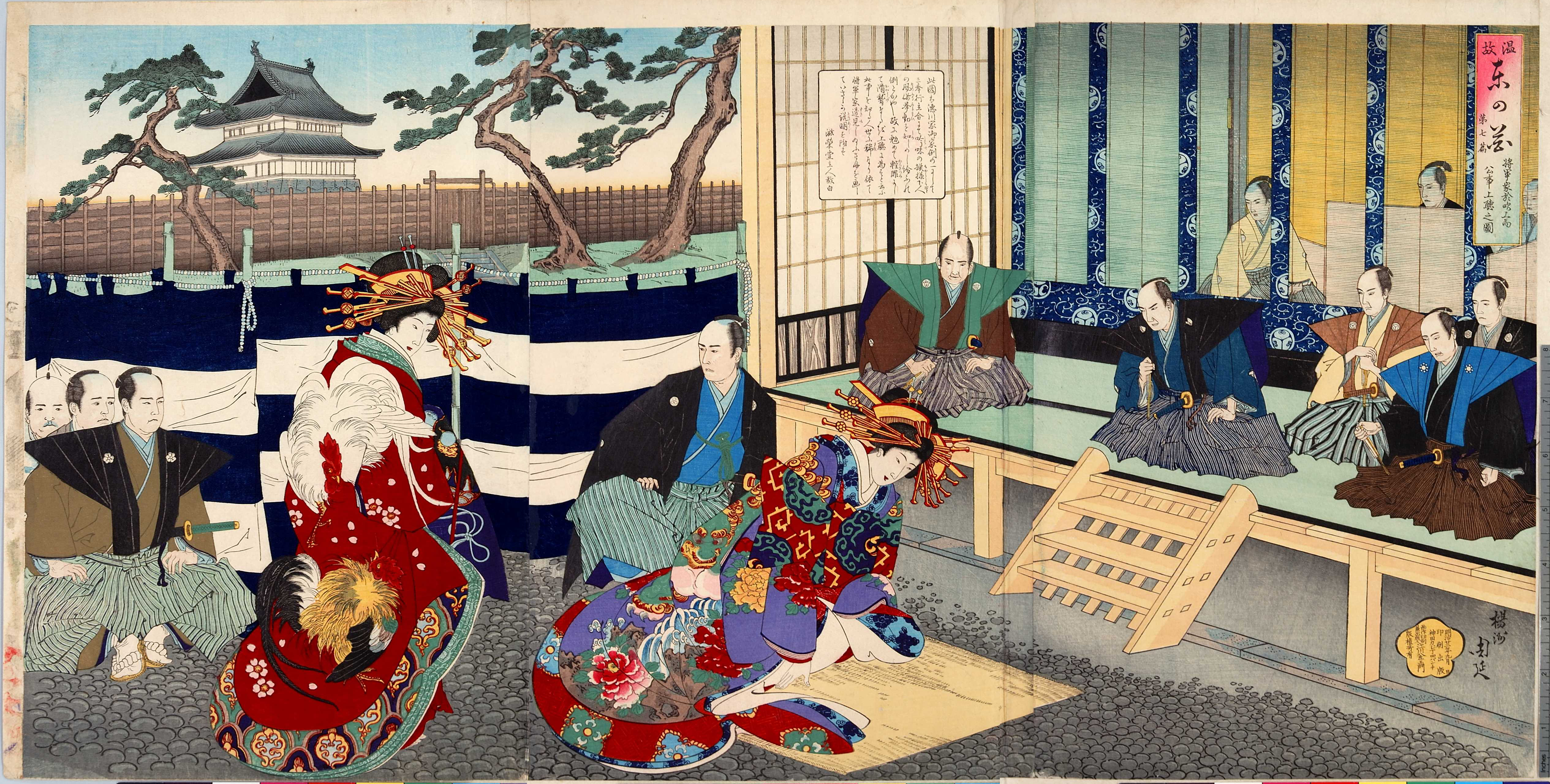
江戸城吹上の庭でお裁きを受ける花魁。御簾の奥で将軍が見学している。周延「温故東の花　第七編　将軍家於吹上而公事上聴之図」(1889年)

下位の遊女と一夜を共にするのとは異なり、高級遊女を揚げるには様々なしきたりが存在していたといわれるかもしれない。
- 大店には、茶屋を通して取り次いでもらわなければならなかった。このため、茶屋で豪勢に遊び金を落とす必要があった。
- 座敷では、遊女は上座に座り、客は常に下座に座っていた。花魁クラスの遊女は客よりも上位だったのである。
- 初会（1回目）、遊女は客とは離れたところに座り、客と口を利かず飲食もしなかった。この際、客は品定めをされ、ふさわしくないと思われたらその遊女とは付き合うことができなかった。客はたくさんの芸者を呼び、派手に遊ぶことで財力を示す必要があった。
- 裏（2回目）には、少し近くに寄ってくれるものの、基本的には初会と同じである。
- 3回目にようやく馴染みになり、自分の名前の入った膳と箸が用意される。このとき、ご祝儀として馴染み金を支払わなければならなかった。通常は、3回目でようやく床入れ出来るようになった。
- 馴染みになると、客が他の遊女に通うのは浮気とみなされる。他の遊女に通ったことがわかると、客を吉原大門のあたりで捕らえ、茶屋に苦情を言った。客は金を支払って詫びを入れたという。ただし宝暦（18世紀半ば）以降ではこのような廓の掟は廃れている。

- 馴染みの客の指名がかち合うこともある。その際は名代といって新造が相手をするが、新造とは床入れ出来ない。一方で、通常の揚代金を取られることになる。（ただしこれは花魁に限ったことではない）

ただし上記の「初会～馴染み」のようなしきたりは実在が疑問視されている。また実在したとしても、あくまでも大名や豪商が主たる客層であった江戸前期（元禄ごろ、17世紀末）の全盛の太夫に、そのような接客を行った者もいた程度の特異な例であると考えられる。
理由として安価に利用ができる飯盛旅籠（宿場女郎）や岡場所の隆盛したことや、主たる客層が武士層から町民層に移ったことなどにより、煩雑な作法や格式と高価な吉原の運営方式が敬遠されるようになった。
それは宝暦年間には吉原では高価な揚げ屋遊びの消滅や、歴代「高尾太夫」を抱えていた高級店「三浦屋」の廃業、そして太夫の位も無くなるなど顕著に現れ、宝暦以降の吉原は旧来の格式や作法は解体され大衆化路線へと進んだ。
宝暦以降の記録では高級遊女であった呼び出し昼三（花魁）も初会で床入れしており、『古今吉原大全』などこの時期の文献にも「初会〜馴染み」の手順は記載されていない。少なくとも「太夫」に代わり「花魁」の呼称が生じた宝暦以降では、上述のようなしきたりの一般化は考えられず、後世に誇張された作法として伝わったものと考えられる。
『古今吉原大全』によれば「初会で床（とこ）に首尾（しゅび）せぬは客のはじ、うらにあわぬは女郎のはじと、いゝつたふ」とあり、初会の客をつなぎ止めなければ遊女の落ち度となるとされていた。
なお現存する錦絵や歌舞伎芝居や落語、講談、映画やテレビドラマなどの、フィクション世界での遊女の姿は文化・文政期（19世紀初め）の風俗を参考としており、対していわゆる廓の掟と称されるものは宝暦（18世紀半ば）以前の作法に由来するものが多く、虚像と実像には時代的に大きな開きがある点も注意が必要である。（参考：永井義男『図説吉原入門』学研）

## 関連用語

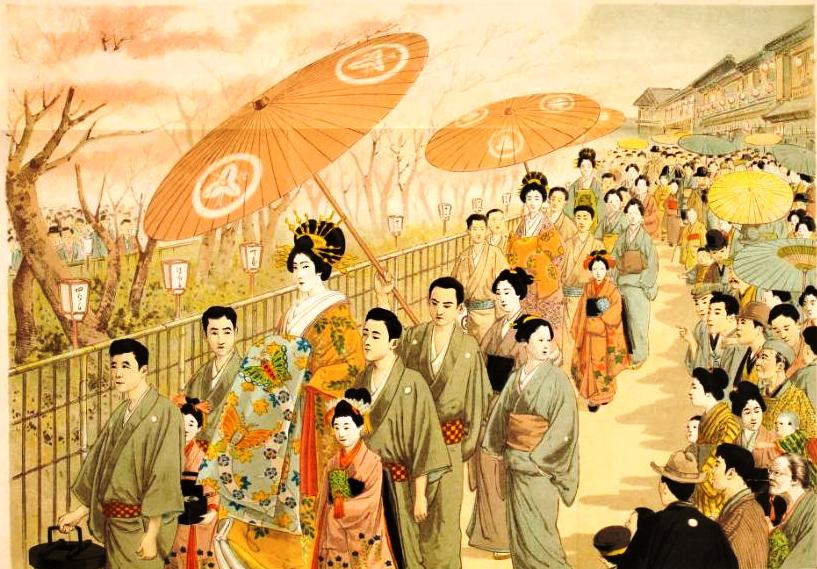
花魁道中の図

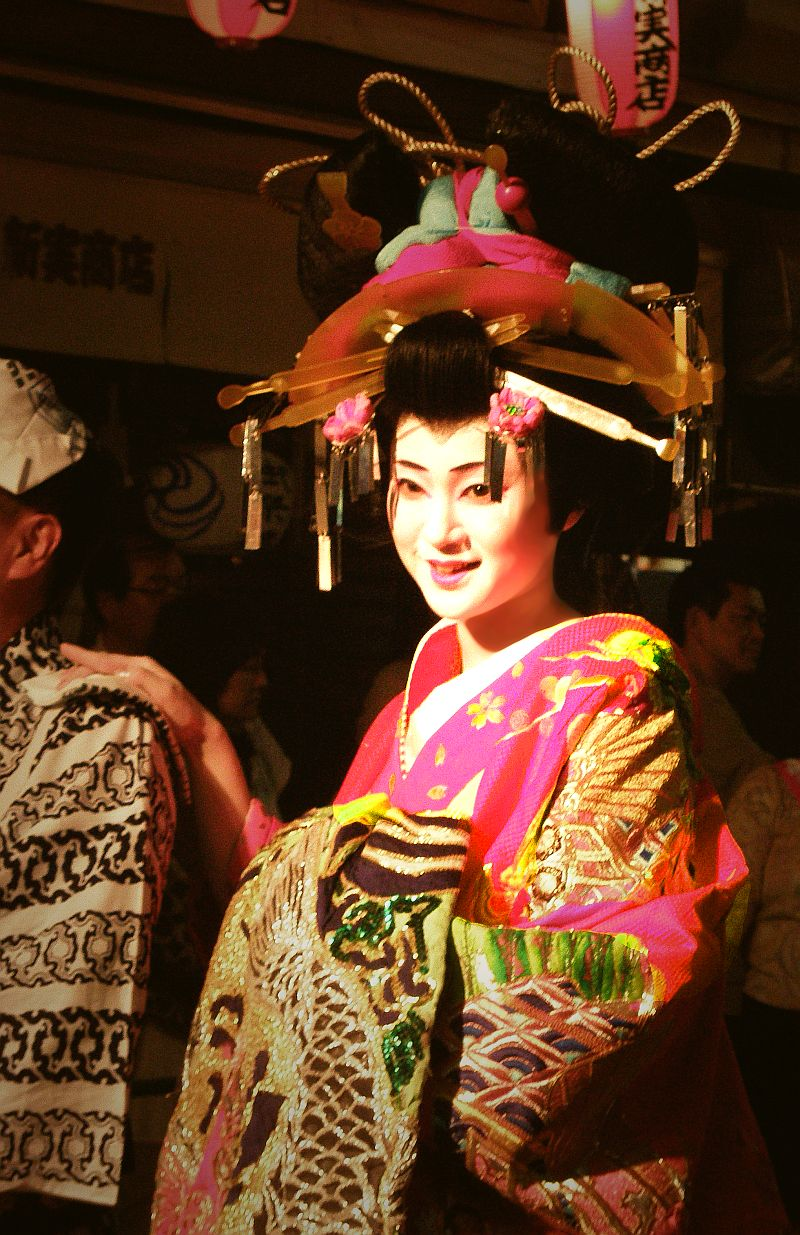
花魁道中の再現ショー

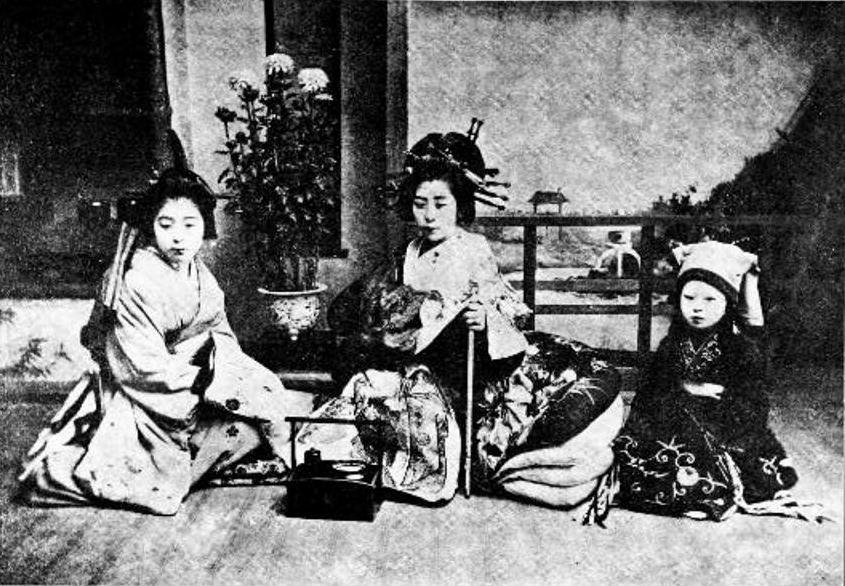
明治時代の花魁。遣り手（左）と禿と。

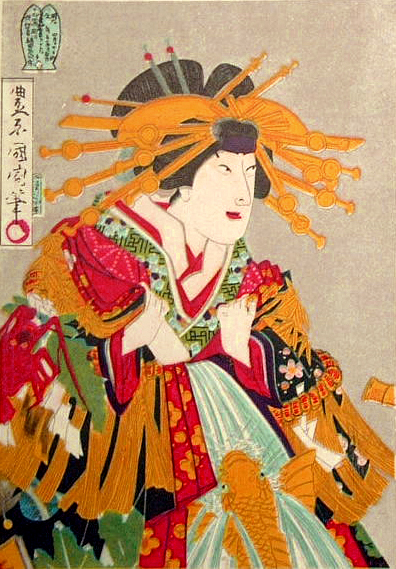
伊達兵庫
----
4代目中村福助の三浦屋揚巻（豊原国周 画『江戸櫻』大判錦絵）

花魁道中（おいらんどうちゅう）
花魁が禿や振袖新造などを引き連れて揚屋や引手茶屋まで練り歩くこと。今日でも歌舞伎や各地の祭りの催し物として再現されることがある。
三枚歯の重くて高い黒塗下駄で八文字（はちもんじ）に歩くもので、吉原は「外八文字」（踏み出す足が外側をまわる）。京嶋原と大坂新町は「太夫道中」。「内八文字」（足が内側を回る）で歩く。高下駄の重さに応じた摺り足の歩き方は、事前に店の廊下で先輩方から特訓を受けるが、きちんと八文字で歩けるようになるには3年かかったともいわれる。
忘八（ぼうはち）
遊女屋の当主。仁・義・礼・智・信・孝・悌・忠の8つの「徳」を忘れたものとされていた。
禿（かむろ）
花魁の身の回りの雑用をする10歳前後の少女。彼女達の教育は姉貴分に当たる遊女が行った。禿（はげ）と書くのは毛が生えそろわない少女であることからの当て字である。
番頭新造（ばんとうしんぞう）
器量が悪く遊女として売り出せない者や、年季を勤め上げた遊女が務め、マネージャー的な役割を担った。花魁につく。ひそかに客を取ることもあった。「新造」とは武家や町人の妻を指す言葉であったが、後に未婚の女性も指すようになった。
振袖新造（ふりそでしんぞう）
15 - 16歳の遊女見習い。禿はこの年頃になると姉貴分の遊女の働きかけで振袖新造になる。多忙な花魁の名代として客のもとに呼ばれても床入りはしない。しかし、稀にはひそかに客を取るものもいた。その代金は「つきだし」（花魁としてデビューし、水揚げを迎える日）の際の費用の足しとされた。振袖新造となるものは格の高い花魁となる将来が約束されたものである。
留袖新造（とめそでしんぞう）
振袖新造とほぼ同年代であるが、禿から上級遊女になれない妓、10代で吉原に売られ禿の時代を経なかった妓がなる。振袖新造は客を取らないが、留袖新造は客を取る。しかし、まだ独り立ちできる身分でないので花魁につき、世話を受けている。
太鼓新造（たいこしんぞう）
遊女でありながら人気がなく、しかし芸はたつので主に宴会での芸の披露を担当した。後の吉原芸者の前身のひとつ。
遣手（やりて）
遊女屋全体の遊女を管理・教育し、客や当主、遊女との間の仲介役。誤解されがちだが当主の妻（内儀）とは別であり、あくまでも従業員。難しい役どころのため年季を勤め上げた遊女や、番頭新造のなかから優秀な者が選ばれた。店にひとりとは限らなかった。
女衒（ぜげん）
遊女達を全国から集めて郭へ供給する調達役。表向きは年季奉公の前借金渡しの形だが、実態は人身売買。中には、人さらいと通じている悪質な者もいた。人買い。
廓詞（くるわことば）
遊女達は全国から集められており、訛りを隠すために「 - ありんす」など独特の言葉を使っていた。廓詞は揚屋によって異なっていた。里詞、花魁詞、ありんす詞とも。

伊達兵庫（だてひょうご）
花魁の格式に相応した壮麗絢爛な髪型。横兵庫の派生形。文金高島田の髷を大きく左右に張り、そこに松や琴柱をあしらった簪を左右に計六本、珊瑚大玉の簪を二本、鼈甲の櫛を三枚挿したもの。歌舞伎『助六由縁江戸櫻』の三浦屋揚巻や『壇浦兜軍記』の阿古屋に見ることができる。
身請（みうけ）
花魁に限らないが、客が遊女の身代金や借金を支払って勤めを終えさせること。大見世の花魁では数千両にものぼったという。
吉原細見（よしわらさいけん）
郭ごとに遊女の名を記したガイドブック。当時のベストセラーの一つであったといわれる。
二階回し（にかいまわし）
遊郭で、遊女と客が寝る部屋の全般を取り仕切る役の人。遊女が特別な用事が無い時に部屋を抜け出した事が分かると、部屋へ連れ戻す事も役目の一つ。
廻し部屋（まわしべや）
一晩に2人以上の客の相手をするような、位の高くない遊女のいる部屋。

## 有名な遊女
- 薄雲太夫（江戸吉原）
- 高尾太夫（江戸吉原）
- 勝山 (遊女) - 湯女出身。後に吉原で太夫

※ただし太夫は宝暦年間には消滅しており、花魁の呼称はそれ以降から広まっているので、太夫を花魁とするのは厳密には誤り。

## 花魁を描いた作品
- 『朝妻双紙』 - 村松梢風の小説。1918年。吉原の花魁稲葉のもとに15日間毎晩通い続けて聞き出した身の上話をもとにまとめた作品[10]。
- 『吉原炎上』 - 1987年公開の東映映画。主演：名取裕子、監督：五社英雄。
- 『JIN-仁-』 -村上もとかの漫画。医師である主人公が江戸時代にタイムスリップし、吉原で花魁と出会う。2009年にドラマ化されている。
- 『さくらん』 - 安野モヨコの漫画作品。2007年に映画化もされている。
- 『花宵道中』 - 宮木あや子の小説。斉木久美子による漫画版がある。江戸時代の新吉原が舞台になっており、2014年に映画化されている。
- 『鬼滅の刃』 - 漫画、アニメ作品。遊郭編において大正時代の吉原遊郭が舞台となり、「鯉夏花魁」「須磨花魁」「蕨姫花魁」という三名の花魁が登場する。
- 『べらぼう〜蔦重栄華乃夢噺〜』 - 2025年現在放送中の大河ドラマ。
- 『ゾンビランドサガ』 - アニメ作品。登場人物のゆうぎりは生前は吉原の花魁だったゾンビである。
- 『江戸の花魁と入れ替わったので、花街の頂点を目指してみる』 - 七沢ゆきのの小説。

ある。
- 『パルコ・プロデュース2022 桜文』 -乃木坂46 久保史緒里主演舞台。 東京・大阪・愛知・長野にて公演。
- 『あおのたつき』 - 安達智(塵芥居士)の漫画作品。花魁及び様々な位の遊女達が登場する。

## 花魁道中に関するものが見られる展示や祭り

### 美術館
- 日本きもの文化美術館 - 江戸時代〜明治時代の花魁道中着を多数展示している。

### テーマパーク
- 日光江戸村（日光市）

### 祭り
- 4月中旬
  - 分水桜まつり（燕市）
  - 浅草観音うら一葉桜まつり（台東区）
  - 羽茂桜祭り（佐渡市）
- 5月2 - 4日：先帝祭（下関市）
- 5月5日：釈尊降誕祭@永源寺（坂戸市）
- 6月上旬：品川神社例大祭（品川区）
- 8月の初旬:すすきの祭り(札幌市)
- 10月中旬：大須大道町人祭（名古屋市中区）
- 11月3日：東京時代祭（台東区）
- 11月上旬：大磯宿場まつり（大磯町）